# Maa- ja metsätaloustuottajain Keskusliitto
Pour l’article homonyme, voir MTK.
Maa- ja metsätaloustuottajain Keskusliitto r.y.   (français : Confédération finlandaise des producteurs agricoles et forestiers, en abrégé MTK) est une association d'agriculteurs, de propriétaires forestiers et d'entrepreneurs ruraux. La mission de MTK est de promouvoir le rôle des entrepreneurs ruraux et l'utilisation durable des ressources rurales en Finlande.

## Présentation
Au 31 décembre 2015, La confédération comptait 341 642 adhérents.